# Phlebotomus fontenillei
Phlebotomus fontenillei är en tvåvingeart som beskrevs av Depaquit, Leger och Robert 2004. Phlebotomus fontenillei ingår i släktet Phlebotomus och familjen fjärilsmyggor.
Artens utbredningsområde är Madagaskar. Inga underarter finns listade i Catalogue of Life.